# Бертинов, Альберт Иосифович
Альберт Иосифович Бертинов (при рождении Абрам Израилевич Березовский, 1906—1987) — специалист в области электрических машин. Доктор технических наук, профессор кафедры электрических машин Московского авиационного института (1952—1977).

## Биография
Родился в 1906 году в Екатеринославе (ныне город Днепр), воспитывался в подростковой детской колонии, с 1917 года работал в городских мастерских.
Учился сначала на рабфаке Харьковского технологического института, затем, с 1924 по 1930 год, учился в Харьковском электротехническом институте (ныне Харьковский политехнический институт).
В 1930—1940 годах работал на заводе в Харькове на должностях: инженер, главный инженер, одновременно преподавал в Харьковском электротехническом институте. С 1936 года работал на должности доцента, заведующего кафедрой турбогенераторов.
В 1938 году с его участием был создал первый в стране турбогенератор с водородным охлаждением.
В годы Великой Отечественной войны был последовательно главным инженером, начальником организации Главэлектромашпром; начальником Технического управления, председателем Технического совета Наркомата электропромышленности СССР. С 1943 годах был заместителем Уполномоченного Государственного Комитета Обороны по спецтехнике, руководил разработками электротехнических и радиотехнических изделий.
В 1945—1947 годах был начальником работ по проектированию асинхронных двигателей мощностью до 100 кВт.
С 1948 года Альберт Иосифович Бертинов работал в Московском авиационном институте (МАИ). В 1952 году он создал в МАИ кафедру электрических машин. С 1952 по 1977 года заведовал этой кафедрой. В 1962 году защитил докторскую диссертацию, с 1963 года — доктор технических наук, в 1964 году получил ученое звание профессора.
Область научных интересов: электромашиностроение, преобразование видов энергии, асинхронные двигатели. Профессор А. занимался также вопросами динамики и регулирования специальных электрических машин, автоматизацией проектирования, разработками МГД-преобразователей, сверхпроводниковых устройств, бесконтактных электрических машин. Альберт Иосифович Бертинов основал в МАИ научную школу по электромеханике и электроэнергетике летательных аппаратов.
Под руководством А. И. Бертинова в МАИ подготовлено около 60 кандидатов технических наук и 8 докторов наук. А. И. Бертинов имеет 60 авторских свидетельств на изобретения, является автором около 200 научных работ, в том числе ряда монографии и учебные пособия.
Альберт Иосифович Бертинов скончался в 1987 году в Москве. Похоронен на Введенском кладбище (14 уч.).

## Награды и звания
- Заслуженный деятель науки и техники РСФСР (1965)
- орден Ленина (21.04.1939)

## Труды
- Динамическое программирование расчета оптимальных электрических машин на ЦВМ / Д. А. Аветисян, А. И. Бертинов // Электричество. — 1966. — № 11. С. 46-50.
- Многоэтапные процессы выбора оптимальных размеров электрических машин / Д. А. Аветисян, А. И. Бертинов // Электричество. — 1966. — № 6. 69-74.
- Авиационные электрические генераторы / А. И. Бертинов. — Москва : Оборонгиз, 1959. — 594 с.
- Авиационные явнополюсные синхронные генераторы : методика расчета / А. И. Бертинов, М. С. Радько ; М-во высш. и сред. спец. образования СССР ; Московский ордена Ленина авиац. ин-т им. С. Орджоникидзе. — Москва, 1968. — 76 с. : черт. ; 20 см.
- Расчет силы одностороннего магнитного притяжения не коаксиальных цилиндров при униполярном намагничивании / Б. Л. Алиевский, А. И. Бертинов, В. В. Варлей // Электричество. — 1964. — № 2. — С. 68-72.
- Основные расчетные соотношения униполярных электрических машин без магнитопровода / Б. Л. Алиевский, А. И. Бертинов, В. Л. Орлов, А. Г. Шерстюк // Электричество. — 1972. — № 10. — С. 39-45.
- Анализ вентильного генератора постоянного тока с шестифазной несимметричной обмоткой якоря / А. И. Бертинов, В. Л. Лотоцкий, Э. Я. Лившиц // Докл. Всесоюз. науч.-техн. конф. по бесконтактным машинам постоянного тока. — Москва : МАИ, 1970.
- Исследование электромеханических преобразователей энергии систем автоматического управления летательных аппаратов: Темат. сб. науч. тр. ин-та / Моск. авиац. ин-т им. Серго Орджоникидзе; [Редкол.: А. И. Бертинов (пред.) и др.]. — М. : МАИ, 1981. — C. 82.
- Сверхпроводниковые электрические машины и магнитные системы : [Учеб. пособие для вузов по спец. «Электромеханика» / А. И. Бертинов, Б. Л. Алиевский, К. В. Илюшин и др.; Под ред. Б. Л. Алиевского. — М. : Изд-во МАИ, 1993. С. 340. ISBN 5-7035-0547-X.
- Бесконтактные машины постоянного тока и их применение в народном хозяйстве : Докл. 2 всесоюз. науч.-техн. конф. / Под ред. А. И. Бертинова и А. А. Дубенского. — Москва : МАИ, 1978. C. 157.

- Специальные электрические машины : Источники и преобразователи энергии : [Учеб. пособие для электротехн. и электроэнерг. спец. вузов / А. И. Бертинов, Д. А. Бут, С. Р. Мизюрин и др.]; Под ред. А. И. Бертинова. — М. : Энергоиздат, 1982. — C. 552.
- Энергоатомиздат, 1993-. — ISBN 5-283-00668-9; Кн. 1. — 1993. — С. 319. — 1500 экз. — ISBN 5-283-00731-6; Кн. 2. — 1993. — С. 366. — 1500 экз. ISBN 5-283-00732-4.
- Специальные электрические машины. Источники и преобразователи энергии : [Учеб. пособие для электромех., электротехн. и электроэнерг. спец. вузов : В 2 кн. / А. И. Бертинов и др.]; Под ред. Б. Л. Алиевского. — 2-е изд., перераб. и доп. М.
- Сверхпроводники и гиперпроводники : Учеб. пособие по курсу «Сверхпроводимость в электроэнергетике». — Москва : МАИ, 1978. С. 88.
- Исследование магистральных и автономных преобразователей бортовых энергетических систем:/ Под ред. проф. д. т. н. А. И. Бертинова. — Москва : МАИ, 1979.